# Cervesina
Cervesina (Savséìna in dialetto oltrepadano, IPA: /savseˈina/) è un comune italiano di 1 099 abitanti della provincia di Pavia in Lombardia. Si trova nella pianura dell'Oltrepò Pavese, sulla riva destra del Po, presso la confluenza del torrente Staffora.

## Storia
Cervesina e San Gaudenzio costituirono a lungo due comuni a sé stanti; nel Medioevo San Gaudenzio era più importante, specie dal punto di vista religioso, essendo sede di pieve da cui dipendevano diversi paesi della zona. Nell'ambito dei domini di Pavia, facevano capo alla podesteria di Voghera; tuttavia, al tempo della prevalenza dei Beccaria, si costituirono in feudo autonomo sotto un ramo della medesima famiglia, detto appunto "Beccaria di San Gaudenzio". Esso raggiunse il massimo potere nel XVI secolo, quando Matteo Beccaria divenne Marchese di Mortara; tuttavia, non avendo questi avuto che figlie femmine, il feudo di San Gaudenzio e Cervesina fu ereditato dai Taverna di Milano, conti di Landriano, cui rimase fino alla fine del feudalesimo (1797).
Nel XVIII secolo San Gaudenzio fu unito a Cervesina, e il comune ebbe per qualche tempo il nome "Cervesina con San Gaudenzio". 
In quell'epoca Cervesina era molto diversa da oggi: infatti si allungava sulla riva destra della Staffora giungendo molto più a nord. Lo spostamento del corso del Po verso sud determinò la distruzione di quasi tutto l'abitato, di cui non rimase che l'estremità meridionale, che da allora ha ripreso a estendersi, con pianta più compatta, verso sud ed est, in posizione più riparata. Il Po aveva distrutto anche un'importante frazione, la "Rampina", posta ancora più a nord, presso l'antica foce della Staffora.

### Simboli
Lo stemma e il gonfalone sono stati concessi con decreto del presidente della Repubblica del 30 maggio 1950.
La testa di cervo richiama il nome del comune. Nel campo inferiore è stata aggiunta l'arme della famiglia Taverna, che fu l'ultima feudataria del paese.
Il gonfalone è un drappo di rosso.

## Monumenti e luoghi di interesse
- Castello di San Gaudenzio
- Circuito Tazio Nuvolari

## Società

### Evoluzione demografica
Abitanti censiti